# 1544 Vinterhansenia
1544 Vinterhansenia eller 1941 UK är en asteroid upptäckt den 15 oktober 1941 av den finska astronomen Liisi Oterma vid Storheikkilä observatorium. Asteroiden har fått sitt namn efter Julie Vinter Hansen, en dansk astronom.